# Svinná
Svinná este o comună slovacă, aflată în districtul Trenčín din regiunea Trenčín. Localitatea se află la altitudinea de 240 m deasupra n.m., se întinde pe o suprafață de 8,6 km2 și în 2017 număra 1.572 de locuitori.

## Istoric
Localitatea Svinná este atestată documentar din 1439.

## Demografie
| An:                | 1994 | 2004   | 2014   | 2024   |
| ------------------ | ---- | ------ | ------ | ------ |
| Număr de persoane: | 1501 | 1516   | 1588   | 1594   |
| Diferență:         |      | +0,99% | +4,74% | +0,37% |

| An:                | 2023 | 2024   |
| ------------------ | ---- | ------ |
| Număr de persoane: | 1603 | 1594   |
| Diferență:         |      | −0,56% |